# Троицкая крепость
Тро́ицкая кре́пость (Троицк-на-Таганьем Роге) — фортификационное сооружение Русского государства, сооружённое на берегу Азовского моря на окончании мыса Таганий Рог.
От Троицкой крепости ведёт свою историю Таганрог. Крепость (шанец) строилась с 1698 года, к весне 1709 года строительство в основном было закончено.

«Пристань морского каравана судам по осмотру и чертежу, каков прислан за рукою итальянской земли капитана Матвея Симунта, быть у Таганрога…, а для бережения той пристани на берегу сделать шанец, чтоб в том шанце ратным людям зимовать было мочно и сидеть 1000 человекам»— Постановление Пушкарского приказа.

## История
Троицкая крепость строилась в период 1698 — 1711 годов впервые в истории русского градостроительства по заранее разработанному плану, была земляной и явилась основой для строительства города Троицка. Возводилась по проекту инженера фон Боргсдорфа, согласно личным указаниям Петра I значительно доработанному Рейнгольдом Трузиным. Строительство в основном было закончено к весне 1709 года.
Троицкая крепость представляла собой часть территории оконечности мыса в виде сегмента, обусловленного природными очертаниями «рога», огороженного земляным валом высотой около 8 метров и рвом глубиной около 5 метров протяжённостью около 3 км. В центре (по оси нынешней улицы Чехова) вал доходил примерно до нынешнего Некрасовского переулка. Боковые стороны ломаными линиями спускались к обрыву, со стороны которого ограды не было. Здесь крутой обрыв представлял собой естественную преграду.
В крепостном валу были выстроены мощные оборонительные сооруженияː три бастиона, два полубастиона, три равелина, оснащённые пушками и гаубицами. Вдоль вала размещались казематы, пороховые погреба, казармы. Двое крепостных ворот — северные (Московские, Архангельские) и южные (Морские, Никольские) — тщательно охранялись. На случай осады с суши дополнительным препятствием служил сухой ров шириной 40 метров и глубиной 5 метров, вырытый вдоль всего вала.
Внутри крепостная территория имела радиально-лучевую планировку, объединённую центральной «генераловой» площадью. Здесь были построены: государев двор, городовые палаты, дома для начальных людей, Троицкая церковь (собор). Имелись склады, базар с лавками и кабаками, колодцы, печи для изготовления извести и тому подобное.

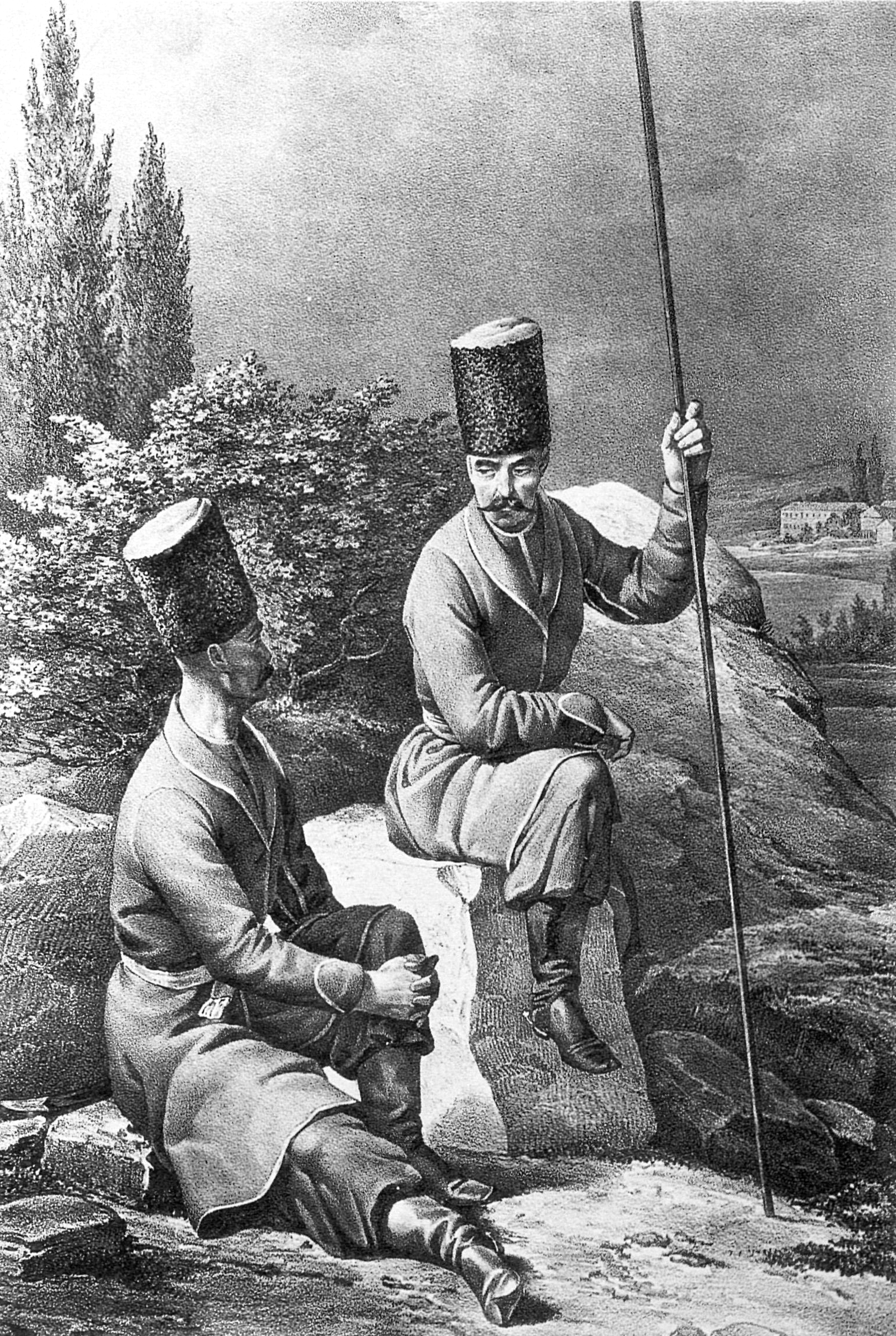
Азовский и таганрогский казаки в 1774 году.

К середине 1711 года в пределах Троицкой крепости насчитывалось 206 каменных и 162 деревянных строения для размещения гарнизона и жителей на случай осады. Основная часть населения проживала вне крепости, в слободах. Артиллерийское оснащение Троицкой крепости в 1711 году состояло из 293 пушек и 40 гаубиц, помимо установленных в гавани и на острове Черепаха.
Боевое крещение крепость приняла во время русско-турецкой войны 1710—1713 годов, когда в июне—июле 1710 года к ней подходил турецкий флот, пытавшийся бомбардировать крепость, а затем высадить десант. Обе попытки были отбиты огнём крепостной и корабельной артиллерии и вылазкой гарнизона против десанта, после чего турки ушли. Однако поражение русской армии в Прутском походе предрешило судьбу крепости.
Согласно Прутскому мирному договору между Россией и Турцией (Османской империей) крепость была разрушена в 1711 — 1712 годах.
Её возрождение стало возможным лишь в 1769 — 1770 годы. Однако после присоединения Крыма к России в 1783 году Троицкая крепость потеряла своё предназначение и была упразднена по указу Екатерины Великой в 1784 году, а корабли Азовской флотилии были переведены в Севастополь.
7 декабря 1803 года в Таганрог был переведён батальон гарнизона из крепости Святого Дмитрия Ростовского (будущий Ростов-на-Дону). Для образования здесь Таганрогского двухбатальонного полка началось строительство новых казарм. Бывшая Троицкая крепость обзавелась десятью «образцовыми» ячейками солдатских казарм. Каждая ячейка состояла из солдатской казармы, офицерского зала и кухни. Размещались ячейки по периметру 51,3 х 68,4 метра и обносились забором из ракушечника высотой до двух метров.

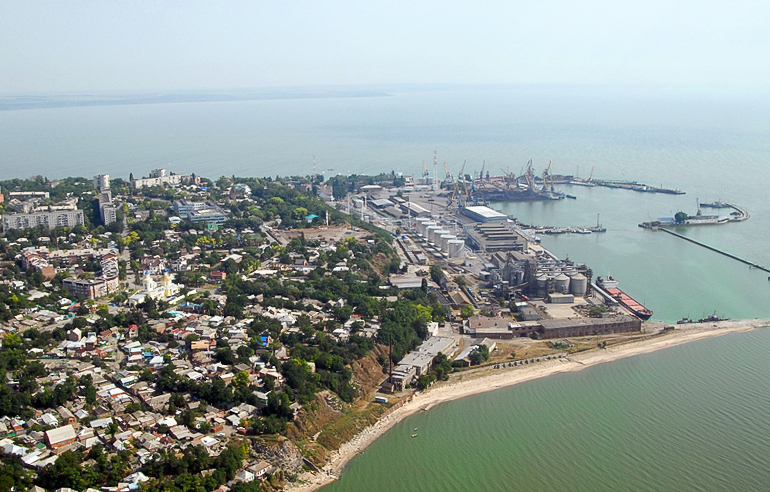
На месте крепости (2006 г.)

В дальнейшем Таганрог развивался как гражданский торговый порт. Постройки крепости использовались в различных целях, а затем постепенно были разобраны.

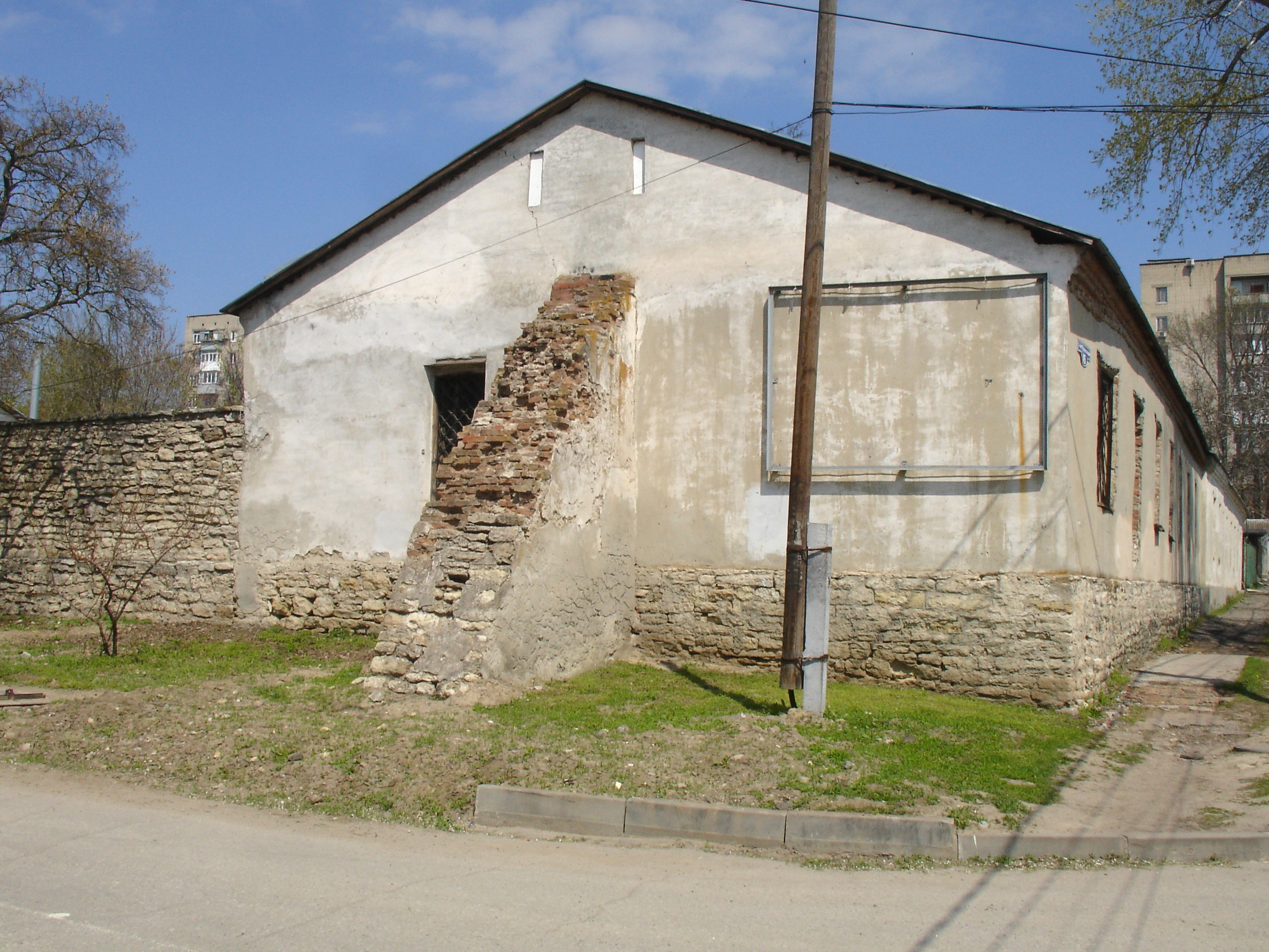
Петровские казармы (2021 г.)

Единственное аутентичное сооружение исчезнувшей Троицкой крепости, дошедшее до наших дней — одна войсковая ячейка солдатских казарм, расположенная по адресу 1-й Крепостной переулок, дом № 46.

## Гарнизон
В 1701 году к месту несения службы в крепость был отправлен Драгунский Афанасия Гавриловича Рагозина полк, сформирован в этом же году комиссией князя Б. А. Голицына из рейтар, копейщиков, служилых людей сотенной и полковой служб, низовых, заокских и замосковных городов, в качестве пехотного гарнизонного полка. В крепости нёс гарнизонную службу до 1704 года, в этот же год был распущен по домам. Все время своего существования полк фактически был пехотным, а именовался драгунским.

## Комендант
До учреждения градоначальства Таганрогом руководили коменданты крепости:
- с 1698 года по …
- с 1769 года по 1781 год — Дежедерас, Иван Петрович
- с 1781 года по 1784 год — Неутилинг
- с 1784 года по 1800 год — Каспаров, Иван Петрович[6]
- с 1800 года по 1802 год — Румянцев

## Карты Троицкой крепости и Таганрога

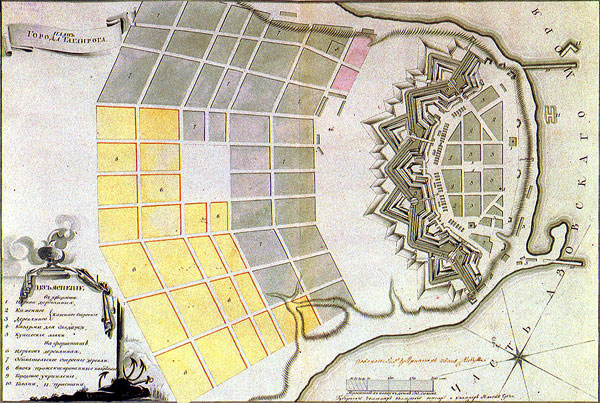
План Таганрогской крепости и форштадта. Конец XVIII века
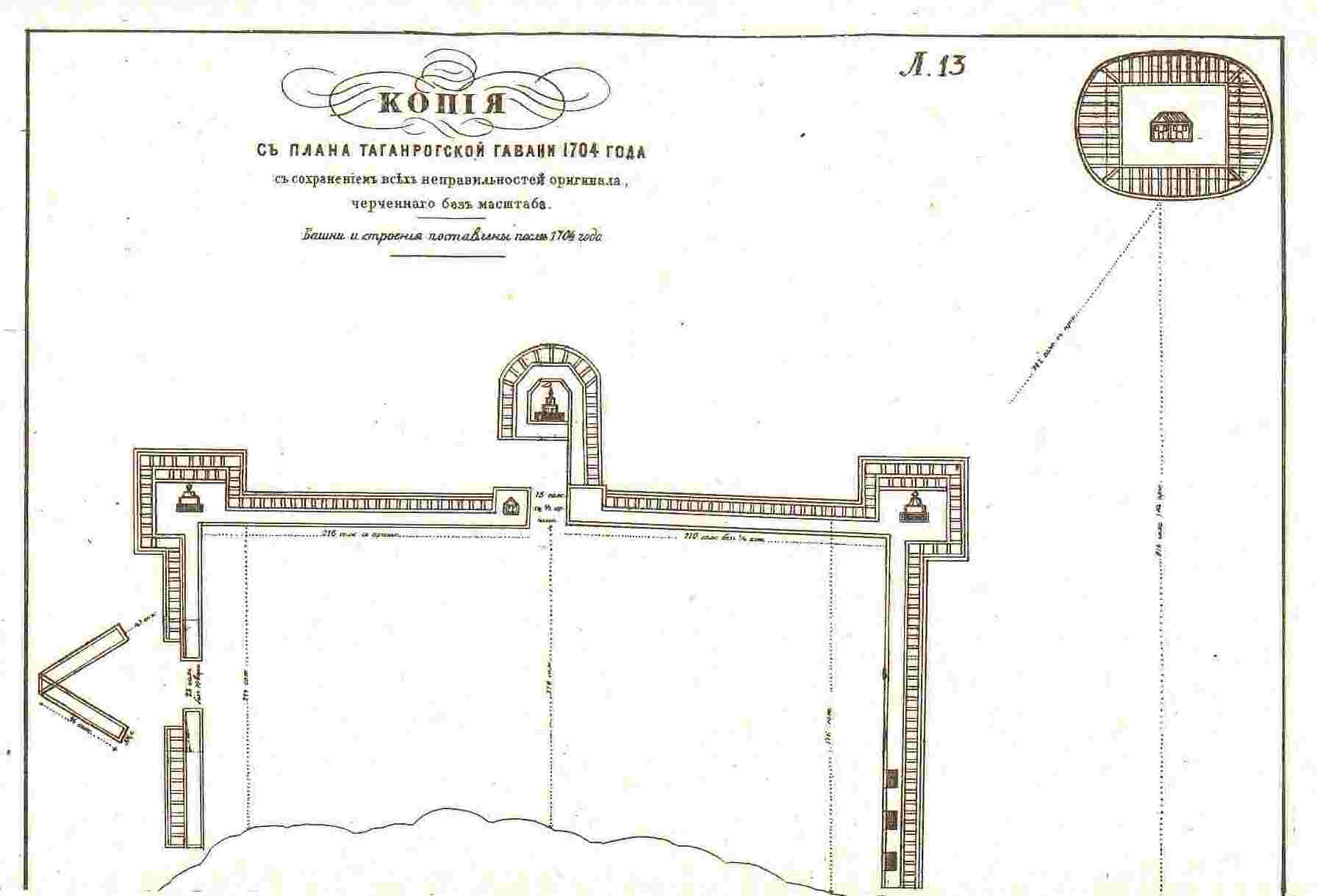
План Таганрогской гавани и форта Черепаха, 1704 г.
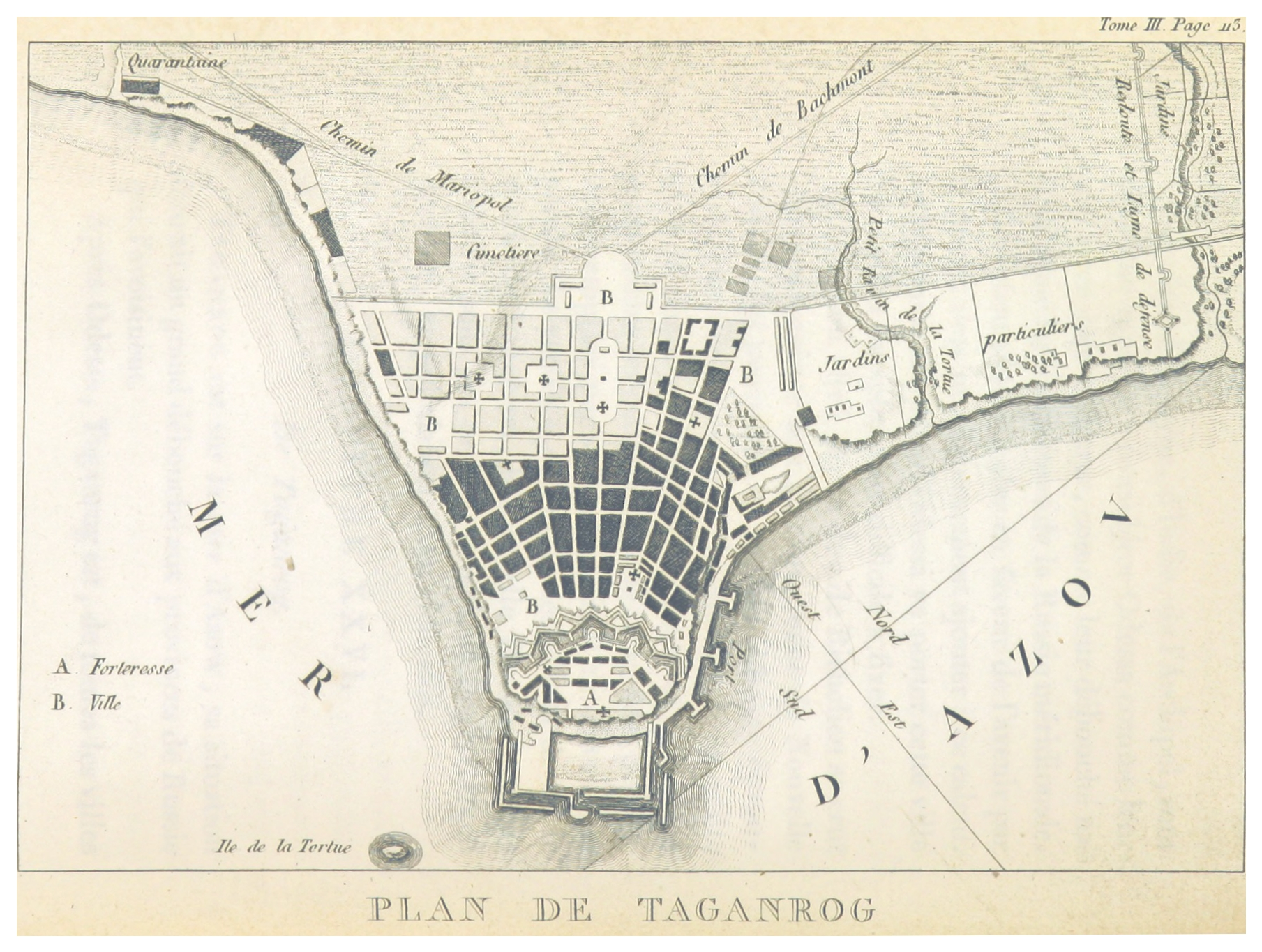
План Таганрогской крепости, 1820 г.
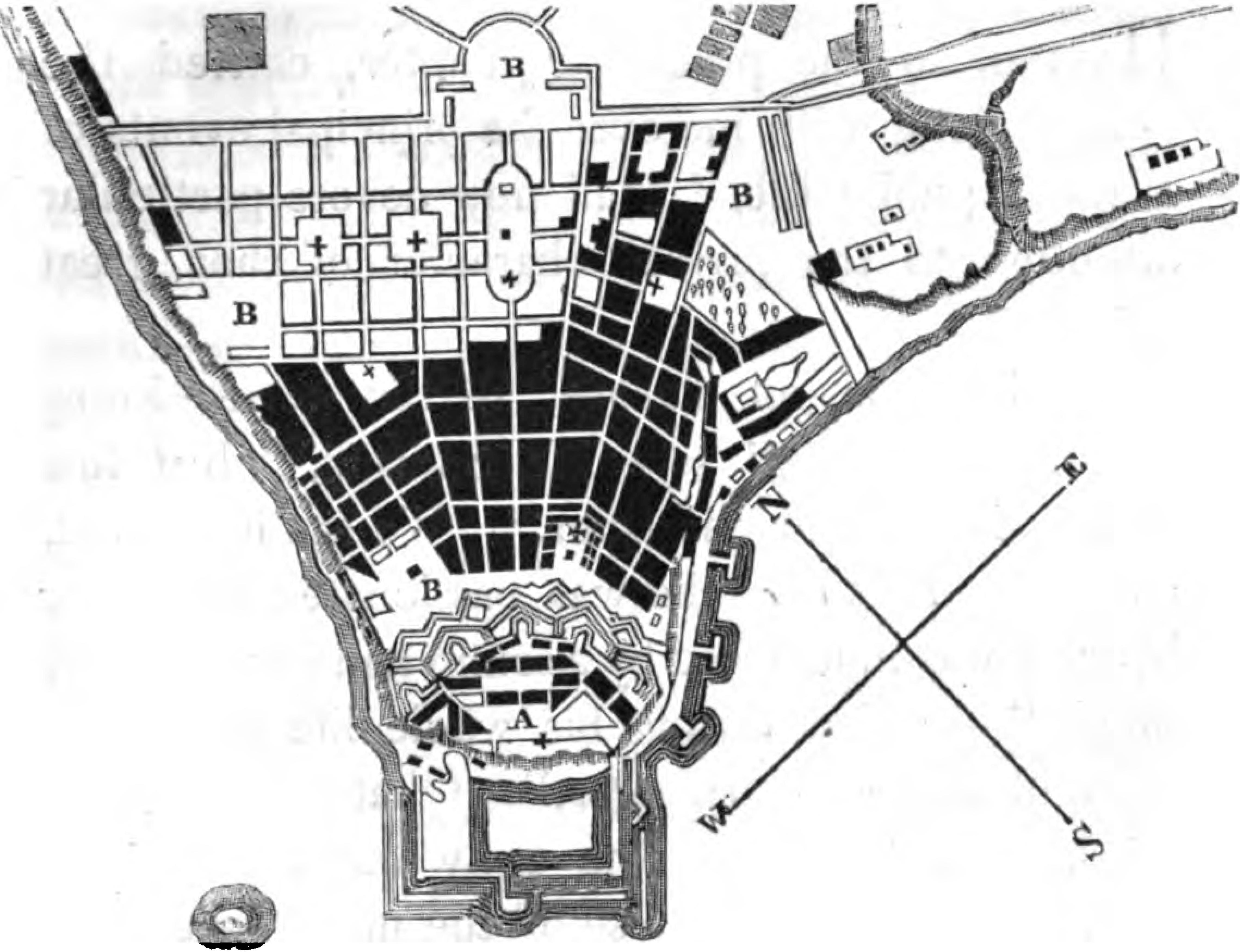
Robert Lyall, 1825

## Память
- В 2014 году усилиями некоммерческого фонда «Таганрог исторический» была издана книга «Петровские укрепления Миусского полуострова» под редакцией И. Е. Павленко[7].
- 15 мая 2015 года усилиями некоммерческого фонда «Таганрог исторический» в Таганроге по адресу улица Петровская, дом № 15 был торжественно открыт памятник «3-й бастион Троицкой крепости»[8][9]. Памятник представляет собой копию пушки, установленную у фрагмента крепостной стены, для постройки которой использованы камни, полученные при реконструкции исторической части города[8]. Во время открытия представители фонда сообщили, что «Таганрог исторический» рассматривает возможность установления в Таганроге ещё 13 подобных памятников, которые будут обозначать границы Троицкой крепости[8].